# Комплексный книготорговый индекс-шифр
Комплексный книготорговый индекс-шифр — стандартный элемент выходных сведений, предназначенный для классификации книги в книготорговой сети (книжных магазинах и т. д.). Он применялся в выходных сведениях изданий СССР и России до вступления в силу ГОСТ 7.4—95.

## История возникновения
Книготорговая классификация была задумана Госиздатом в середине 1920-х годов. Составлением занимался Н.В. Здобнов. Первая и вторая схема были опубликованы в 1933 и 1935 году соответственно.
В 1938 году КОГИЗ утвердил схему (третью по счёту) расстановки книг в книжных магазинах, по которому составлялся первый вариант книготоргового шифра, однако в выходных сведениях издания он использовался редко.
С 1952 и до 1965, в книгах и брошюрах, шифр включал только данные тематического классификатора, например: 4—7—10.
На постоянной основе комплексный книготорговый индекс-шифр стал использоваться в книгах СССР 1 июля 1965 года с введением в действие пятого варианта «Единой схемы классификации литературы в книготорговой сети» (ЕСКК). В этом издании формат индекса-шифра был определен как дробь, в числителе которой — классификационный индекс, набор которых был определен там же, а в знаменателе указывалось издание, в котором объявлялось о предстоящем выпуске книги. Классификационный индекс состоял из трёх одно- или двузначных чисел, разделённых дефисами. Первое число обозначало отдел классификации, второе — подотдел, а третье — ещё более мелкое деление: группу. Впоследствии дефисы были заменены нулями, причем таким образом, что индекс стал пятизначным. В знаменателе указывался номер позиции в объявляющем издании, его название в виде аббревиатуры, номер этого издания и год его выпуска. По умолчанию — если аббревиатура не указывалась — в качестве объявляющего издания подразумевался тематический план данного издательства по выпуску литературы. Издания, в которых объявлялось о плане издательства по выпуску литературы на будущий год — т. н. тематические планы — были предназначены, в частности, для посетителей книжных магазинов, которые, просмотрев планы издательств, могли заранее оставить в магазине заказ на книги.
Новый вариант схемы был предложен в 1968 году, в него вводились коды издательств и ведомств, которым данные издательства подчинялись. Фактически данный ККИШ начал внедряться с января 1973 года. Например в изданиях: Осипов В. Книготорговая библиография. М.: Книга, 1973, Современный антикоммунизм. М.: Международные отношения, 1973 или Арнольд К. Методы спутниковой геодезии. М.: Недра, 1973. В энциклопедическом словаре «Книговедение» ККИШ 1965 года назывался «индекс книготорговый», а заменивший его — «шифр-индекс», при этом в качестве года замены указывался 1974.
В 1977 году была издана «Единая схема классификации литературы для книгоиздания в СССР», в которой классификатор комплексного книготоргового индекс-шифра претерпел существенные изменения (см. раздел «Структура» ниже), но во многих книгах, изданных в следующем году продолжалось использование пятизначного индекса ЕСКК. Поэтому период 1979—1981 гг. был определён как переходный, когда в комплексном книготорговом индексе-шифре книг, изданных в СССР должен был указываться как пятизначный, так и десятизначный классификационные индексы.
В 1980 году индекс 1965 был окончательно упразднён, а новый определялся в соответствии с указаниями Госкомиздата за 1977 год. Этот формат был закреплен в ГОСТ 7.4—86 взамен ГОСТ 7.4—76.

## Структура
Комплексный книготорговый индекс-шифр имел структуру
{\displaystyle A{\cfrac {B-C}{D(E)-G}}H},
где:
- A — первая буква авторского знака
- B — десятизначный код «Единой классификации литературы для книгоиздания в СССР». Две первые цифры — это раздел тематической классификации, следующие две — подраздел, далее — рубрика, затем — подрубрика, и последние две цифры — еще более мелкое деление. Соответствующие коды опубликованы в «Единой классификации…» По ГОСТ 7.4—86 у книг, брошюр и нотных изданий десятизначный код располагался в левом нижнем углу отворота титульного листа, а в однолистных изданиях — в левом нижнем углу поля листа
- C — номер издания среди выпущенных данным издательством в данном отчётном году
- D — код издательства по «Единой классификации литературы для книгоиздания в СССР»
- E — код ведомства, которому подчинено издательство
- G — год выпуска издания
- H — документ, в котором было объявлено о выходе данного издания, либо «без объявл.»

## Примеры

### До 1973 года
В первом выпуске издания «Природные условия Западной Сибири», вышедшем в издательстве Московского университета в 1971 году, комплексный книготорговый индекс-шифр расположен в левом нижнем углу отворота титульного листа. Он представляет собой дробь, в числителе которой — 2-8-2, а в знаменателе — Б.З. 56—71—№ 22. В классификационном индексе первая цифра 2 обозначает отдел — «Естественные науки. Математика». Вторая цифра 8 означает подотдел — «География». Третья цифра 2 означает группу — «Физическая география СССР». Из знаменателя узнаём, что издание было объявлено в Бланке для заказов № 22 за 1971 год под порядковым номером 56.
Другой пример:
Тарабрин Е.А. Новая схватка за Африку.— М Международные отношения, 1972.— 320 с.
{\displaystyle {\cfrac {1-11-5}{12-72}}}

### С 1973 года
Арнольд К. Методы спутниковой геодезии. М.: Недра, 1973.
А {\displaystyle {\cfrac {0271-198}{043(01)-73}}} 131—73

### С 1981 года
Откроем книгу Г. И. Галазия «Байкал в вопросах и ответах». Комплексный книготорговый индекс-шифр в ней расположен на отвороте титульного листа:
Г {\displaystyle {\cfrac {1905000000-175}{004(01)-88}}} КБ-45-21-1987
Первая буква авторского знака Г — это первая буква фамилии автора. В десятизначном коде 19 означает, что раздел классификации, к которому относится книга — «Геодезические и геолого-географические науки», а 05 значит, что подраздел — «Географические науки. Краеведение». Код 004 означает, что книга выпущена издательством «Мысль», код 01 в скобках означает, что данное издательство подчинено Госкомпечати СССР. 175 и 88 свидетельствуют о том, что эта книга стала 175-й, выпущенной издательством «Мысль» в 1988 году. Наконец, код КБ-45-21-1987 говорит о том, что в Книготорговом бюллетене № 21 за 1987 год под номером 45 было размещено объявление о планируемом выходе этой книги.